# Кат-Банк (Монтана)
Кат-Банк (англ. Cut Bank) — город и административный центр округа Глейшер в штате Монтана в Соединённых Штатах Америки.
Согласно данным переписи населения США 2020 года число жителей города 
составляло 3056 человек, что, для такого небольшого населённого пункта, существенно больше (6.5%), чем было во время предыдущей переписи, проводившейся в 2010 году (2869 человек).

## История
Название города происходит от близлежащего живописного ущелья Кат-Банк.
В 1909 году в городе появилась собственная газета «Cut Bank Pioneer Press», которая в настоящее время выходит как в печатном, так и в электронном виде.
В городе работают детские сады, общеобразовательные школы и библиотека.
Железнодорожные перевозки в Кат-Банке выполняет национальная железнодорожная пассажирская корпорация «Amtrak».  Поезд Empire Builder останавливается в городе дважды в день (один состав едет на запад, второй на восток).
Муниципальный аэропорт Кат-Банк расположен в трёх милях (4,8 км) к юго-западу от города.

## География
Кат-Банк расположен в восточной части округа Глейшер. Резервация индейцев из народа блэкфит расположена к западу от города, на западной стороне ручья Кат-Банк-Крик в 30 милях (48 км) к югу от границы Канады и США.
Согласно данным Бюро переписи населения США, общая площадь города составляет 0,99 квадратных мили (2,56 км2) и почти вся эта территория приходится на сушу.

## Климат
Кат-Бэнк находится в полузасушливом климате, который согласно классификации климатов Кёппена сокращённо обозначается на климатических картах аббревиатурой «BSk», с долгой, холодной, сухой зимой и коротким, теплым, более влажным летом. 
Зимой очень холодные арктические воздушные массы перемещаются на юг и воздействуют на восточную сторону Американского континентального водораздела. Во время таких вторжений Кат-Банк, с его сравнительно большой высотой и рельефом, часто оказывается самым холодным местом в нижних 48 штатах США. Близость к восточным склонам Скалистых гор также делает этот район подверженным периодическим ветрам шинук, которые могут быстро повышать температуру воздуха в городе.